# Camille Henrot
Pour les articles homonymes, voir Henrot.
Camille Henrot  est une artiste française, née le 21 juin 1978 à Paris, France. Elle vit et travaille à New York, États-Unis. Ses œuvres témoignent d'une grande variété de médiums (installations, sculptures, dessins et vidéos). Lion d'argent de la meilleure jeune artiste à la biennale de Venise 2013 pour son œuvre Grosse Fatigue, le travail de Camille Henrot reconsidère les typologies des objets et les systèmes de connaissance établis.

## Biographie
Camille Henrot est la fille de François Henrot, banquier d'affaires français chez Rothschild et Maud Greder, artiste et graveur. Elle étudie  à l'École nationale supérieure des arts décoratifs de Paris et est durant l'été 2001 l'assistante de Pierre Huyghe. Elle produit ses premières vidéos et réalise simultanément des graphismes pour des films d'animation et des publicités.
Ses premières expositions collectives se font en 2002 (dans le cadre de la première Nuit blanche notamment). Elle multiplie dès lors les expositions et performances.
Mise en avant ultérieurement par la galerie Kamel Mennour, nommée au prix Marcel-Duchamp en 2010, elle travaille depuis 2012 entre les États-Unis et Paris, étant artiste résidente en 2012 à l'International Studio and Curatorial Programa  à New York puis bénéficiant en 2013 d'une bourse d'études à l'Institut Smithsonian, à Washington. Cet institut est un organisme de recherche scientifique créé par la volonté posthume d'un scientifique britannique, James Smithson, et disposant des bases de données importantes, une encyclopédie en ligne consacrée à la biodiversité et à la description de toutes les espèces. Dans le prolongement de son projet au sein de cet institut, Camille Henrot s'est vu confier en juin 2013 une animation par Massimiliano Gioni (conservateur au New Museum de New York, et commissaire d'exposition à la Biennale de Venise 2013), au sein du pavillon international de cette biennale 2013, au milieu de réalisations dont le fil rouge était le savoir encyclopédique. Pour y répondre, elle a créé une vidéo sur l'origine de l'univers, Grosse fatigue.
Ce film fait alterner un grand nombre d'images fixes ou animées qui se superposent comme des fenêtres de navigateur sur un fond d'écran d'ordinateur : images d'animaux ou plantes, de mains manipulant des livres, des objets anthropologiques ou des outils, de scientifiques au travail, etc. Grosse fatigue fonctionne sur le principe de la pensée analogique, et explore les phénomènes actuels de la sérendipité et de la surcharge informationnelle, ainsi que les thèmes de l'irrationnel, de la folie ou de l'euphorie. S'inspirant de divers récits de création de l'univers, le texte de la bande-son du film est écrit en collaboration avec Jacob Bromberg et récité par l'artiste de spoken word Akwetey Orraca-Tetteh sur une musique de Joakim. Cette œuvre a été récompensée du Lion d'Argent de la meilleure jeune artiste lors de la Biennale de Venise en juin 2013.

## L'artiste et l'anthropologie
En 2011, Camille Henrot déclare au magazine Les Inrockuptibles : « Les savoirs se présentent comme des autorités, or ce qui domine ma pratique, c’est la curiosité. J’aime assez l’idée d’être toujours étranger à son propre domaine de spécialisation. C’est une liberté de l’artiste de n’être pas tenu d’avoir raison et il doit user de cette liberté de penser de manière déraisonnable. Cela dit, j’aimerais qu’il y ait plus de possibilité d’échanges entre les chercheurs et les artistes ».
Son parcours confirme cette curiosité, son intérêt pour les sciences et notamment pour l'anthropologie, du film Coupé/Décalé, tourné dans l’archipel de Vanuatu, en passant par les expositions Egyptomania ou sa participation à l'exposition collective Paris-Delhi-Bombay, ses compositions qui détournent l'art de l'ikebana (art floral traditionnel japonais) présentés pour la première fois à la Triennale du Palais de Tokyo dans l'exposition Est-il possible d’être révolutionnaire et d’aimer les fleurs ?, avec Okwui Enwezor comme commissaire en chef. Elle explore constamment les champs d'activité et de création humaines, en aimant surprendre, et se passionne pour les mythes populaires anciens et modernes (King Kong, Frankenstein, etc.),.

## Expositions
En France, son travail a été présenté au musée du Louvre, au Centre Pompidou, au palais de Tokyo, au musée d’art moderne de la Ville de Paris, à l’Espace culturel Louis Vuitton, au Jeu de paume, et à la Fondation Cartier. À l’étranger, au Museum of Modern Art, au New Museum of Contemporary Art, au Schinkel Pavillon (Château de Charlottenburg), au NoMa (Musée d'art de La Nouvelle-Orléans), au Museum of Contemporary Art de Détroit, à Bold Tendencies à Londres, au Musée national d'art contemporain de Séoul, au Centre pour l’Image Contemporaine de Genève, au Musée d'art contemporain de Hara au Mori Art Museum à Tokyo, au Sculpture Center à New York, ou encore à la Slought Foundation à Philadelphie. Ses films ont été montrés et primés dans le cadre de festivals tels que la biennale Moving Images à ICA à Londres, le Festival international du film de Rotterdam, le Festival international du film de Clermont-Ferrand, la Quinzaine des réalisateurs à Cannes et le festival Hors Piste au Centre Pompidou.
Des expositions personnelles lui ont été également consacrées par des galeries, en particulier par la galerie Kamel Mennour, ainsi que Hauser & Wirth.
En 2016, elle inaugure Ma Montagne, une œuvre installée dans la commune de Pailherols, dans le Cantal. Elle implante 38 sculptures blanches inspirées des barrières mobiles traditionnelles qui servent à fermer les parcelles d'estives sur les chemins de randonnées. C'est un hommage aux buronniers. À l'entrée du village, une installation représente, le vestiaire du berger et marque le point de départ symbolique d'une montée aux estives. L'ensemble est un alphabet inspiré des trigrammes du Yi King.
En 2017, Camille Henrot réalise une carte blanche sur 6000m² au Palais de Tokyo, pour son exposition Days are Dogs.

## Filmographie
- Grosse fatigue, 2013, 13 min (vidéo racontant l'évolution de l'univers, en une succession de fenêtres sur l’écran d’un ordinateur, sur un rythme slam). Bande-son de Joakim Bouaziz[14].
- Le Songe de Poliphile / The Strife of Love In a Dream, 2011, 11 min 11 s.
- Psychopompe, 2011, 50 min, vidéo.
- Million Dollars Point, 2011, 5 min 35 s, vidéo.
- Coupé/Décalé, 2010, 35 min, vidéo.
- Cynopolis, 2009, 10 min, Super 8 film et DVCAM, projecteur.
- Wolf Eyes, 2008, 5 min, vidéo.
- Spatial Film, 2008, 15 min, 16 mm transféré sur Digital Béta.
- A Mountain for President, 2007, vidéo musicale.
- Lonely Hearts, 2007, 3 min, vidéo musicale avec Joakim Bouaziz, chants Monsters et Silly, Verstatile/K7,
- King Kong Addition, 2007, 90 min, vidéo.
- Le risque, 2006, vidéo musicale avec Ben Ricour, Milk/ Warner.
- Le rêve de Ravalec, 2006, produit par Un monde meilleur/PH, Canal+.
- Courage mon amour !, 2005, 3 min, vidéo, musique de Florencia Di Concilio.
- Le Grand Troupeau, 2005, vidéo.
- Dying Living Woman, 2005, 6 min 30 s, musique de Benjamin Morando.
- Deep Inside, 7 min, 2005, vidéo, musique de Benjamin Morando.
- sCOpe, 2005, 3 min, vidéo, musique de Benjamin Morando.
- Vivre à même l’amour, 2005, vidéo musicale Ben Ricour, Milk/Warner.
- Les premiers instants, 2004, 3 min, film d'animation, musique par Bastien Lallemant, Nada/tôt ou tard.
- Hey Bonus!, 2003, film d'animation, musique par Octet, Metronomic/Diamondtraxx.
- Metawolf, 2002, 3 min, vidéo, musique par Octet.
- Lansky, 2002, 3 min.
- Branding, 2002, 3 min, film d'animation.

## Distinctions

### Prix
- 2015 : lauréate du premier Edvard Munch Art Award.
- 2014 : lauréate du Nam June Paik Award.
- 2014 : finaliste du Hugo Boss Prize.
- 2013 : Lion d'argent de la meilleure jeune artiste à la Biennale de Venise.
- 2010 : nomination au prix Marcel-Duchamp.

### Décorations
- Officière de l'ordre des Arts et des Lettres. Elle est promue au grade d’officier le 23 mars 2017[15].

### Articles de journaux
Classés par date de parution décroissante (liste non exhaustive).
- (en) Adrian Searle, « Camille Henrot's art: chaos, emptiness and a battery-powered snake », The Guardian,‎ 7 mars 2014 (lire en ligne).
- (en) Pamola M. Lee, « The whole earth is heavy », Artforum,‎ 19 septembre 2013.
- Philippe Piget, « Camille Henrot, la «meilleure jeune artiste» », L'Œil,‎ septembre 2013 (lire en ligne).
- (en) Sam Thorne, « The Encyclopedic Palace », Frieze (magazine),‎ août 2013 (lire en ligne).
- (en) Jörg Heiser, « The Film Essay », Frieze (magazine),‎ août 2013 (lire en ligne).
- (en) « Questionnaire: Camille Henrot », Frieze (magazine),‎ août 2013 (lire en ligne).
- Charles Barachon, « La «Grosse fatigue» de Camille Henrot », Technikart,‎ juillet 2013.
- Claire Moulène, Jean-Max Colard et Judicaël Lavrador, « 55e Biennale de Venise : entre classicisme et propositions novatrices », Les Inrocks,‎ 13 juin 2013 (lire en ligne).
- Bernard Genies, « Camille Henrot : la collectionneuse », Le Nouvel Observateur - supplément Obsession,‎ 4 juin 2013 (lire en ligne).
- Valérie Duponchelle, « Biennale de Venise: le Lion d'argent à Camille Henrot », Le Figaro,‎ 1er juin 2013 (lire en ligne).
- Violaine Binet, « Camille Henrot, Cosmo girl », Vogue,‎ juin 2013, p. 196-199.
- Eric Loret, « Sehgal, le goût. La 55e édition de la Biennale de Venise attribue le Lion d'Or au performeur britannique et l'Argent à la Française Camille Henrot. », Libération,‎ 1er juin 2013 (lire en ligne).
- Marie Ottavi, « Camille Henrot sélectionnée pour la Biennale de Venise », Libération,‎ 27 février 2013 (lire en ligne).
- (en) Karen Rosenberg, « A Throwaway? Not From This Angle, ‘A Disagreeable Object,’ at the SculptureCenter », The New York Times,‎ 4 octobre 2012.
- (en) Simone Menegoi, « Camille Henrot », Artforum,‎ 19 septembre 2012 (lire en ligne).
- « Camille Henrot, la fleur au fusil », Le Monde,‎ 29 septembre 2012 (lire en ligne).
- Marie Ottavi, « Les fleurs et leurs états d'âme », Libération,‎ 9 septembre 2012 (lire en ligne).
- Philippe Dagen, « Camille Henrot », Le Monde,‎ 9 septembre 2012 (lire en ligne).
- (sv) Peter Cornell, « Camille Henrots etnografi : fascination och distans », Paletten,‎ septembre 2012 (lire en ligne).
- (en) Renaud  Proch, « Roving Eye: Paris's Many Fences », Art in America,‎ 10 juillet 2012 (lire en ligne).
- (sv) Peter Cornell, « Bilderna av den andre », Expressen,‎ 15 décembre 2011 (lire en ligne).
- Claire Moulène, « Camille Henrot: “Ce qui domine ma pratique, c’est la curiosité” », Les Inrocks,‎ 18 août 2011 (lire en ligne).
- (en) Alice Pfeiffer, « Flipping Through Portable Artwork », The New York Times,‎ 13 juin 2011 (lire en ligne).
- Françoise-Claire Prodhon, « Jeunes artistes avec avenir », AD Magazine,‎ 25 août 2010 (lire en ligne).
- Henri-François Debailleux, « Les nouveaux hybrides de Camille Henrot », Libération,‎ 16 juin 2010 (lire en ligne).
- (en) Tanaya Macheel, « Paris Exhibition Questions Where ‘Here’ Is », The New York Times,‎ 2 juin 2010 (lire en ligne).
- Philippe Dagen, « L'archaïque et l'actuel, dans les assemblages et installations de Camille Henrot », Le Monde,‎ 15 juin 2010 (lire en ligne).
- Philippe Dagen, « Au plaisir des pièges temporels de Camille Henrot », Le Monde,‎ 25 août 2009 (lire en ligne).
- Henri-François Debailleux, « Camille Henrot, mordue de culture égyptienne », Libération,‎ 10 avril 2009 (lire en ligne).

### Sources sur le web
- « Lion d'argent de Camille Henrot à la Biennale de Venise », sur le site www.culturecommunication.gouv.fr, 4 juin 2013.
- « Camille Henrot », sur le site du Centre Pompidou.
- Site officiel.